# Biblioteka Narodowa Ukrainy im. Jarosława Mądrego
Biblioteka Narodowa Ukrainy im. Jarosława Mądrego (ukr. Національна бібліотека України імені Ярослава Мудрого) – ukraińska biblioteka narodowa w Kijowie. Jest jedną z najważniejszych bibliotek Ukrainy.

## Historia
Biblioteka została założona 3 marca 1866 jako Kijowska Rosyjska Biblioteka Publiczna, na mocy rozporządzenia władz Imperium Rosyjskiego. Wśród jej założycieli znaleźli się znani kijowscy działacze społeczni, przedstawiciele arystokracji i środowisk kupieckich. Początkowy księgozbiór liczył 319 książek (667 tomów) i 43 komplety czasopism, a jego podstawę stanowiły prywatne zbiory wydawcy i księgarza Wasyli Hawryłowicz Barszczewski oraz darowizny mieszkańców Kijowa.
W 1911 wzniesiono specjalny budynek biblioteki według projektu architekta Zygmunta Klawé, sfinansowany ze środków zebranych przez mieszkańców miasta. Obiekt ten uchodzi za najstarszy budynek biblioteczny w Kijowie i znajduje się na liście zabytków architektury początku XX wieku. Obecnie stoi w obrzeżach parku Chreszczatyj.
W 1957 instytucji nadano status Państwowej Republikańskiej Biblioteki USRR im. KPZR.
Po uzyskaniu niepodległości przez Ukrainę w 1991 biblioteka została przemianowana na Państwową Bibliotekę Ukrainy, a w 1994 otrzymała status Narodowej Biblioteki Parlamentarnej Ukrainy, na mocy dekretu Prezydenta Ukrainy.
Od 14 grudnia 2016, zgodnie z rozporządzeniami Ministerstwa Kultury Ukrainy, instytucja nosi nazwę Biblioteka Narodowa Ukrainy im. Jarosława Mądrego.